# 舘田一博
舘田 一博（たてだ かずひろ、1960年 - ）は、日本の医師・医学者（微生物学・感染症学）。東邦大学医学部・教授。医学博士。
厚生労働省新型コロナウイルス感染症対策アドバイザリーボード・構成員、新型コロナウイルス感染症対策分科会・委員。
元日本感染症学会・理事長、元日本臨床微生物学会・理事長などを歴任した。

## 来歴

### 生い立ち
1960年（昭和35年）神奈川県鎌倉市にて生誕。1985年（昭和60年）3月、長崎大学医学部卒業。卒業後は、長崎大学医学部附属病院（現：長崎大学病院）第二内科に入局した。

### 医学者として
1990年（平成2年）、東邦大学医学部助手となり、主に微生物学教室に携わった。1995年（平成7年）、同大医学部講師。1999年（平成11年）、ジュネーヴ大学に留学し。2000年（平成12年）、ミシガン大学に留学し呼吸器内科を学んだ。2001年（平成13年）、東邦大学に復職。2011年（平成23年）、東邦大学医学部教授となり、微生物・感染症学講座を受け持った。

### コロナに罹患
2022年（令和4年）2月、自らも新型コロナウイルス感染症に罹患したことを公表し、感染対策の徹底をアピールしている。

## 略歴
- 1985年
  - 3月 - 長崎大学医学部卒業
  - 6月 - 長崎大学医学部附属病院（現：長崎大学病院）入局
- 1990年9月 - 東邦大学医学部医学科 助手
- 1995年5月 - 東邦大学医学部医学科 講師
- 1999年 - ジュネーヴ大学 留学
- 2000年 - ミシガン大学呼吸器内科 留学
- 2005年12月 - 東邦大学医学部医学科 助教授
- 2007年4月 - 東邦大学医学部医学科 准教授
- 2011年4月 - 東邦大学医学部医学科 教授
- 2020年 - 厚生労働省新型コロナウイルス感染症対策アドバイザリーボード構成員、新型インフルエンザ等対策閣僚会議新型インフルエンザ等対策有識者会議新型コロナウイルス感染症対策分科会 - 新型コロナウイルス感染症対策本部新型コロナウイルス感染症対策分科会委員[6]。

## 所属学会
- 日本感染症学会
- 日本臨床微生物学会

ほか